# Via Veneto

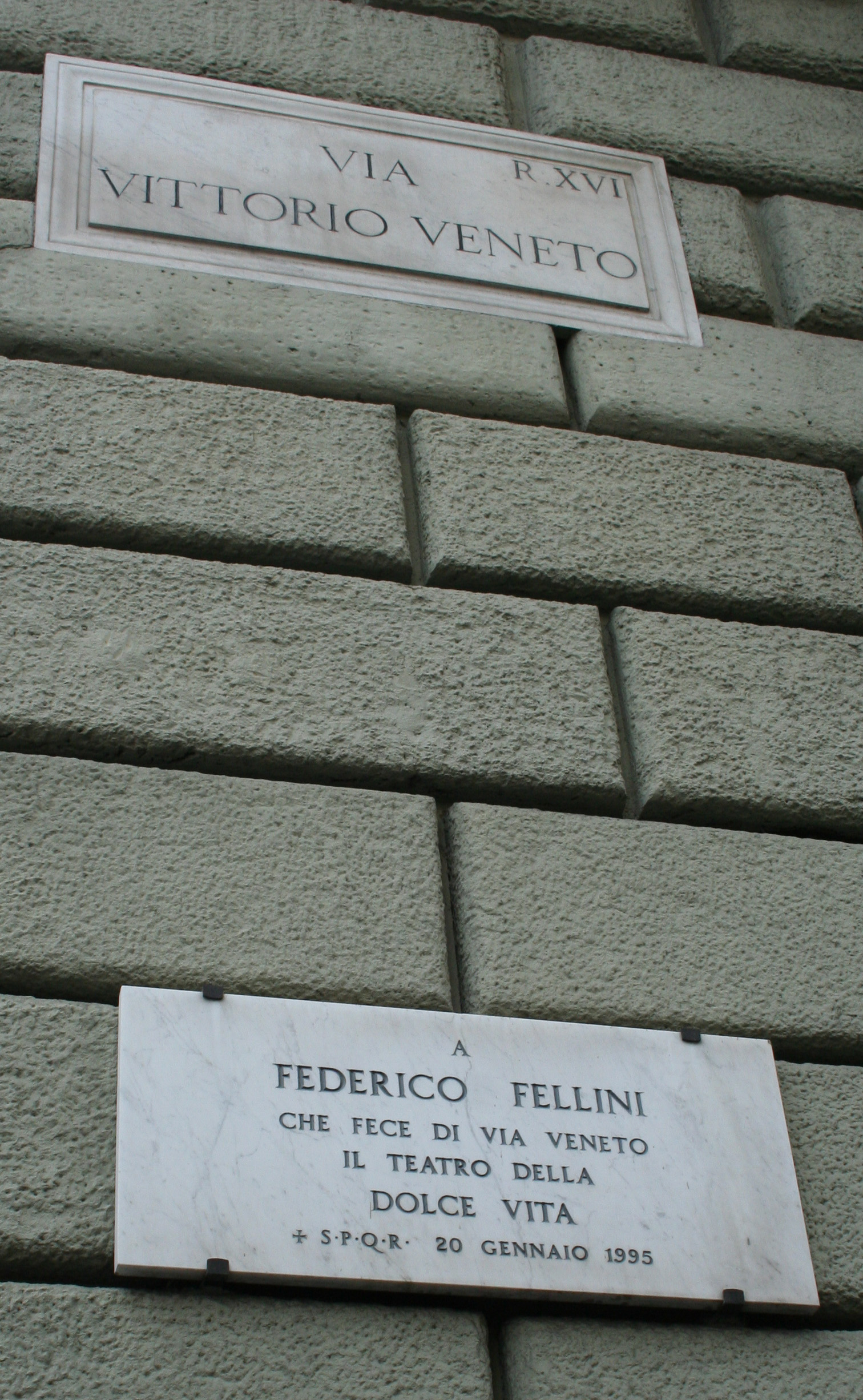
Placa a Fellini en la Via Veneto

Via Veneto (ó La Via Veneto) es una de las calles más famosas de Roma, Italia. El nombre oficial es Vía Vittorio Veneto, nombrada así después de la Batalla de Vittorio Veneto. La película clásica de 1960 de Federico Fellini, "La Dolce Vita" se centró principalmente en torno a la zona de la Via Veneto. Esto hizo famosa a dicha calle en la década de 1960 y en la década de 1970, convirtiéndola en centro de cafés y tiendas de lujo. Tras un período de estancamiento en la década de 1980, la calle ha encontrado una nueva forma de vida, hoy en día algunos de los mejores hoteles de Roma se encuentran allí.
En la Via Veneto se ubica el famoso Café de París y el Harry's Bar, inmortalizados en La Dolce Vita de Federico Fellini, y conocidos por ser frecuentados por las celebridades de Roma.